# 品川区立旗台小学校
品川区立旗台小学校（しながわくりつはたのだいしょうがっこう）は、東京都品川区旗の台にある公立小学校。

## 概要
東急大井町線の旗の台駅近くにあり、住宅街の中に位置する。
品川区の他の小・中学校と同様に、小中一貫教育を推進している。施設分離型連携校は、品川区立清水台小学校、品川区立荏原第五中学校。
昭和9年に発生した関東大震災の移住増加を受け、昭和9年6月28日、東京市旗台尋常小学校として誕生。当時の校舎は木造2階建てでコの字型に建てられ、真ん中に講堂があったとされる。その後、東京市旗台国民学校、東京都旗台国民学校と名前が変わる。昭和19年に戦争激化に伴い生徒は静岡への学童集団疎開を開始する。昭和20年には東京大空襲で校舎消失に伴う廃校の危機を迎える。戦後の昭和22年、現在の東京都品川区立旗台小学校となった。卒業生は延べ1万人を越え、2024年に開校90周年を迎えた。
運動会でのソーラン節や、旗台フェスティバルは生徒をはじめ保護者・地域住民に親しまれている。

### 校地と校舎
- 敷地 6803㎡
- 運動場 1811㎡
- 体育館（講堂） 847㎡
- 校舎（鉄筋） 4281㎡
- 付属建物 28㎡

### 併設施設
- すまいるスクール旗台

## 沿革
- 1934年6月28日 - 東京市旗台尋常小学校開校
- 1941年4月1日 - 東京市旗台国民学校と校名改称
- 1944年8月25日 - 集団疎開静岡市顕光院他
- 1944年9月1日 - プール設置
- 1945年5月24日 - 空襲により校舎全焼
- 1945年6月10日 - 集団疎開静岡市から青森県蔵館村へ
- 1947年4月1日 - 東京都品川区立旗台小学校と校名改称
- 1947年6月28日 - 新校舎落成式
- 1951年4月8日 - 校歌制定
- 1964年11月4日 - 鉄筋校舎落成式
- 1974年10月26日 - 「友情の碑」除幕
- 1975年6月28日 - プール完成（屋上25×8m）
- 1990年3月10日 - 体育館改築工事竣工
- 2005年4月30日 - 屋上緑化庭園完成
- 2006年4月1日 - 小中一貫教育開始
- 2007年9月1日 - 校舎耐震工事終了

## 教育目標
- すすんで取り組む子ども
- よく考える子ども
- 思いやりのある子ども
- 健康な子ども

## 交通
- 東急大井町線・池上線 旗の台駅より徒歩3分

## 関係者
出身者
- 岡田茉莉子 - 女優